# Amsterdamse Bostheater
Het Amsterdamse Bostheater is een openluchttheater in het Amsterdamse Bos. Het werd in 1954 geopend en was oorspronkelijk bedoeld voor massaspelen, volksdansen, toneel en lezingen, en voor activiteiten voor de jeugd. In de jaren zestig en zeventig van de vorige eeuw raakte het in onbruik maar werd in de zomer van 1985 weer in gebruik genomen. Sindsdien is het Bostheater jaarlijks open vanaf mei tot en met september voor theatervoorstellingen en concerten. Het Bostheater coproduceert elk jaar een zomervoorstelling met een Nederlands theatergezelschap die vanaf juli tot het laatste weekend van augustus wordt gespeeld. Voorafgaand aan de voorstellingen in het Bostheater mag het publiek picknicken op de tribunes.

## Geschiedenis

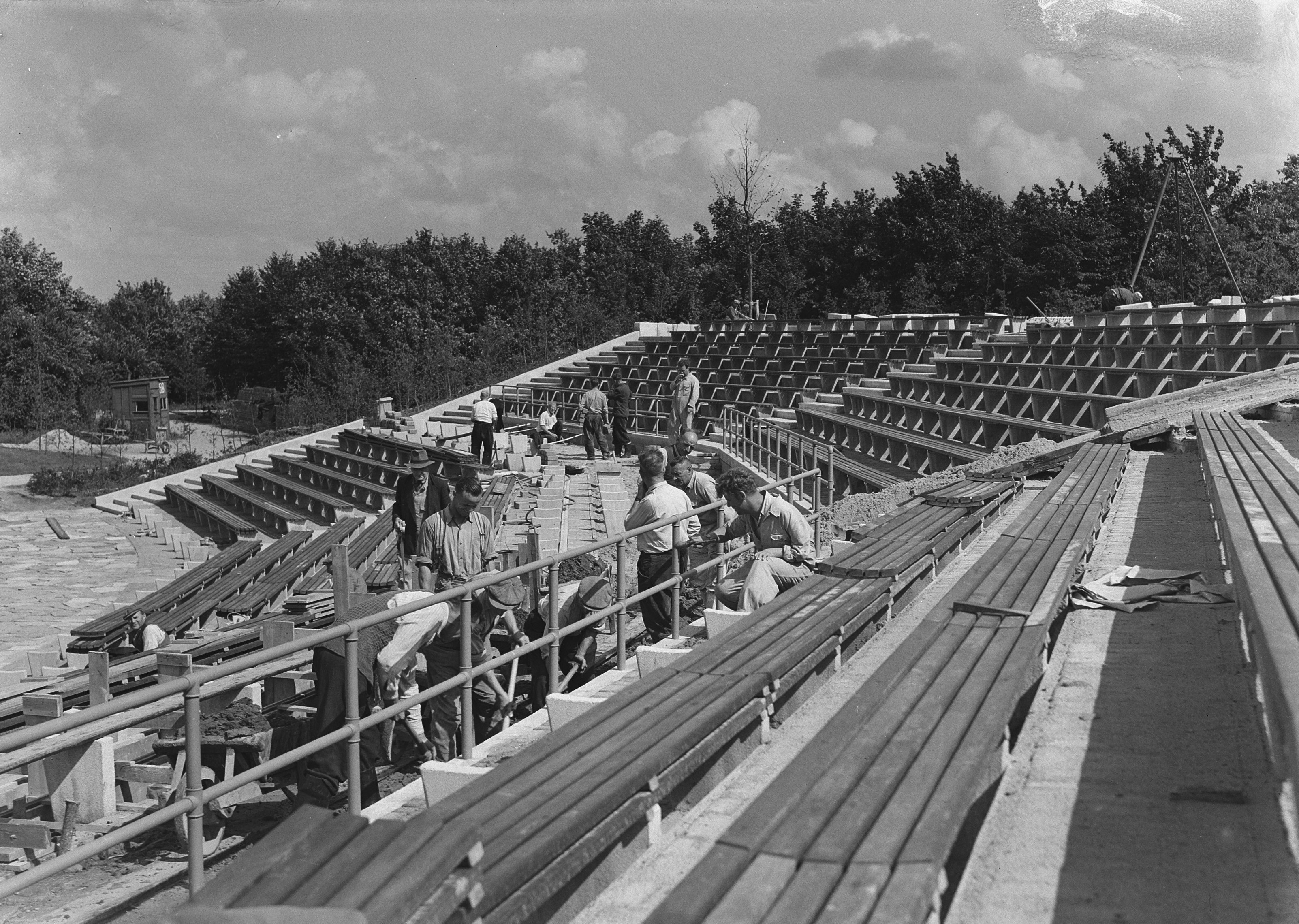
Bouw bostheater, 1953

Het openluchttheater in het Amsterdamse Bos was onderdeel van het Boschplan dat in de jaren dertig van de twintigste eeuw werd uitgevoerd. Cornelis van Eesteren en Jacoba Mulder, de ontwerpers van het Amsterdamse Bos, hadden het openluchttheater vanaf het begin opgenomen in hun plannen. In de jaren dertig werden diverse openluchttheaters in Nederland aangelegd vanuit de gedachte dat burgers uit alle sociale lagen van de bevolking in aanraking gebracht moesten worden met natuur en cultuur. Een openluchttheater mocht om die reden niet ontbreken bij de ontwikkeling van het Amsterdamse Bos.
Pas na de Tweede Wereldoorlog werd het theater echt aangelegd; in 1954 kon het Bostheater worden geopend. Het theater was met name bedoeld voor massaspelen, volksdansen, toneel en lezingen, en voor activiteiten voor de jeugd. Er zijn geen aanwijzingen dat ook professionele theaterensembles in die periode gebruikmaakten van het theater. Mede door de grote geluidsoverlast van het vliegverkeer raakte het Bostheater in de jaren zestig en zeventig van de vorige eeuw in onbruik.
Het Amsterdamse Bostheater werd in zomer van 1985 weer in gebruik genomen door een gezelschap onder leiding van regisseur Frances Sanders. Het ensemble reisde met een ingekorte versie van Driekoningenavond (William Shakespeare) door Nederland en voerde de voorstelling op in diverse openluchttheaters. Toen er een locatie in Amsterdam werd gezocht om de voorstelling te spelen, kwam het gezelschap uit bij het openluchttheater in het Amsterdamse Bos.
Vanaf 1985 werd er elke zomer een klassieke theaterstuk (van o.a. Shakespeare, Bertolt Brecht en Anton Tsjechov) opgevoerd in het Bostheater. De vertaling en/of bewerking werd met name gedaan door Frances Sanders en Martine Vosmaer; de regie werd gevoerd door Frances Sanders. Diverse Nederlandse acteurs hebben meegespeeld in de voorstellingen onder wie Arthur Japin, Bodil de la Parra, Erik de Vogel, Geert Lageveen, Vincent Croiset en Porgy Franssen.
Vanaf 1989 werden er verschillende beeldende kunstprojecten in samenspraak met de voorstellingen in het bos gepresenteerd van o.a. Egon en Hermione Schrama en Bob Bunck.

## Schiphol
Het Bostheater ligt op een steenworp afstand van Luchthaven Schiphol en daardoor is er geluidshinder van opstijgende en dalende vliegtuigen. In de beginjaren werkte het Bostheater nog niet met geluidsversterking en moesten acteurs op het podium wachten met het uitspreken van hun tekst tot vliegtuigen waren overgevlogen. Inmiddels wordt er wel gewerkt met geluidsversterking, maar toch wordt er regelmatig nog gepauzeerd als er een vliegtuig overgaat. Het komt ook vaak voor dat acteurs een verwijzing maken naar een overvliegend vliegtuig tijdens de voorstelling. Schiphol is sponsor van het Amsterdamse Bostheater.

## Uitbreiding
Sinds een aantal jaar coproduceert het Bostheater samen met een Nederlands theatergezelschap de zomervoorstelling. Concerten en kindervoorstellingen zijn toegevoegd aan de programmering en daarnaast is het Bostheater zich ook meer gaan richten op talentontwikkeling. Sinds 2018 presenteert het Bostheater rond de laatste week van juli Boslab Theaterfestival, een jongemakersfestival waarbij geselecteerde theatermakers in en rondom het Bostheater voorstellingen maken en opvoeren. Daarnaast zijn er in juli en augustus na de zomervoorstelling vaak toegiften van jonge theatermakers in ‘de kleine zaal’ van het Bostheater.

## Renovatie
Vanaf 2020 wordt het openluchttheater gerenoveerd. Naar verwachting wordt het nieuwe theater opgeleverd in 2022. In de zomermaanden wordt de renovatie stilgelegd zodat het Bostheater wel open kan gaan voor publiek.